# Alliance Ethnik
L'Alliance Ethnik è gruppo di artisti francesi in cui ognuno dei componenti ha origini diverse (italiane, algerine e congolesi); il nome del gruppo è dovuto a questo. (Letteralmente alleanza etnica).

## Storia
Il gruppo viene fondato da K-Mel, Médard e Gutsy.
Dopo la realizzazione di un demo e alcuni concerti nel 1992, il gruppo esordisce ufficialmente nel 1994 con il singolo Simple Et Funky, dal discreto successo.
Nel 1999 gli Alliance Ethnik pubblicano Fat Comeback per l'etichetta Delabel, che comprende collaborazioni con artisti hip hop come De La Soul, Biz Markie e Rahzel. I singoli estratti sono No Limites e Jam, usciti entrambi nel 2000.
Due anni dopo esce Best of; dopo l'annuncio del loro scioglimento, K-Mel continuerà la carriera come solista.

## Formazione
- K-Mel, ovvero Kamel Houairi, nato a Parigi il 22 settembre 1972, di origini algerine, influenzato dalla musica araba.
- Mèdard
- Crazy B, DJ francese, campione nazionale di turntablism.
- Faster J, DJ francese, campione nazionale di turntablism.

## Discografia

### Album
- 1995 - Simple & Funky
- 1999 - Fat Comeback
- 2002 - Best of